# Pflegefachkraft in der ambulanten Pflege
Pflegekräfte im ambulanten Pflegedienst, frühere Bezeichnung Gemeindeschwester, die nach der Fachweiterbildung als Pflegefachkräfte in der ambulanten Pflege oder Fachkrankenschwester/Fachkrankenpfleger oder Fachkinderkrankenschwester/Fachkinderkrankenpfleger für ambulante Pflege bezeichnet werden, sind Pfleger, die hauptsächlich in der Haus- und Familienpflege arbeiten, die Patienten und Pflegebedürftige aller Altersstufen betreuen. Haupteinsatzgebiet ist überwiegend die Betreuung alter und/oder behinderter Menschen und chronisch Kranker in deren Wohnung.

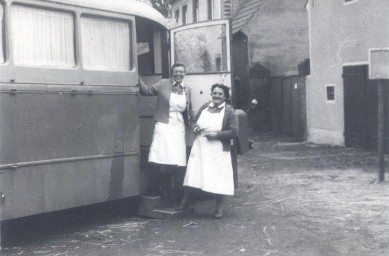
Ambulanzbus in der DDR (1965)

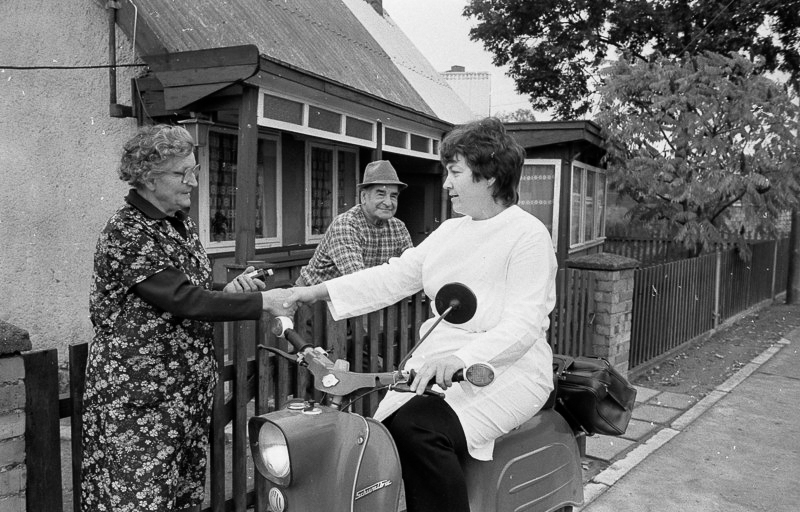
Gemeindeschwester in der DDR (1982)

Sie führen dabei alle erforderlichen Pflegemaßnahmen nach Absprache mit dem Arzt durch. Sie sorgen für die Grundpflege und übernehmen die Behandlungspflege nach ärztlicher Verordnung. Dazu gehört, dass sie Verbände wechseln und Medikamente und Injektionen verabreichen. Aber auch hauswirtschaftliche Arbeiten, soweit diese zur persönlichen Versorgung des zu Betreuenden erforderlich sind, sowie das Anleiten und Beraten von Angehörigen in Krankenpflege, Beschaffung und Gebrauch von Hilfsmitteln und Inanspruchnahme von Therapieleistungen gehören zu ihren Aufgaben.
In der Regel arbeiten Gemeindeschwestern und -pfleger im Rahmen eines ambulanten Pflegedienstes oder einer Sozialstation.
In der Regel wird für den Zugang zur Tätigkeit als Gemeindeschwester bzw. Gemeindepfleger für Haus- und Familienpflege der erfolgreiche Abschluss einer einschlägigen Weiterbildung mit staatlicher Anerkennung auf der Grundlage einer Qualifikation als Krankenschwester oder -pfleger vorausgesetzt, hier für das Gebiet ambulante Krankenpflege, Gemeindekrankenpflege, Haus- und Gemeindekrankenpflege, ambulante Pflege (weitere Bezeichnungen des Fachgebietes denkbar). Je nach Aufgabengebiet ist auch die Beschäftigung von Fachkräften der Kinderkrankenpflege und der Altenpflege für dieses pflegerische Fachgebiet möglich, teilweise – alternativ – auch die von erfahrenen Pflegekräften.
Gehört keine Behandlungspflege zum Tätigkeitsprofil, sondern in erster Linie Aufgaben der Grundpflege und sozial-hauswirtschaftlichen Betreuung von Familien mit Kindern, haben Haus- und Familienpfleger oder Dorfhelfer Zugang zur Tätigkeit.

## Geschichte
Im Deutschen Reich und in der frühen Bundesrepublik bezeichnete man als Gemeindeschwestern sowohl "von kommunalen Verbänden angestellte Krankenschwestern oder Fürsorgerinnen zur ambulanten Betreuung Bedürftiger" als auch von evangelischen und evangelisch-freikirchlichen Kirchengemeinden zur "Betreuung der Alten, Kranken, Kinder" im Rahmen der christlichen Nächstenliebe angestellte Krankenschwestern.

## Modellprojekt AGnES
Ungeahnte Aktualität hat indes das Modell der Gemeindeschwester wiedererlangt, das erste (neben anderen) auch Modellprojekt AGnES genannt, um in Zeiten immer weniger werdender Landärzte eine flächendeckende Grundversorgung mit Gesundheits- und Pflegedienstleistungen sicherzustellen. Umstritten ist dabei der Umfang der Tätigkeiten durch die Gemeindeschwester, inwiefern sie dabei von einem Arzt beaufsichtigt werden soll und die Art der Finanzierung (vergleiche Beschlüsse des 111. Deutschen Ärztetages in Ulm).
In Leipzig versteht man jedoch unter AGNES das Modellprojekt „Aktivierende Gesundheitsförderung durch nachbarschaftliches Engagement im Stadtteil Leipziger Osten“. Angelehnt sind die Namen an den DDR-Fernsehfilm Schwester Agnes.

## Modellprojekt agneszwei
Eine neue Versorgungsform, welche die Idee der Gemeindeschwester Agnes aufnimmt, wird derzeit in Brandenburg getestet. agneszwei steht dabei für „arztentlastende medizinische Fachangestellte zur Gewährleistung einer nachhaltigen effizienten Patientenbetreuung mit Spezialausbildung im Fallmanagement“. Die Versorgungsform „implementiert eine neue Schnittstelle zwischen Arzt und Patient in Form einer medizinischen Fachkraft zur individuellen Patientenbetreuung. Diese Betreuung setzt ein individuelles Fallmanagement um und erfolgt interdisziplinär und intersektoral. Die Fachkräfte sollen die Ärzte unterstützen, die medizinische Versorgung und Betreuung verbessern und mögliche Einsparpotentiale identifizieren und realisieren“. Hierfür wird bereits eine spezielle Weiterbildung im Fallmanagement angeboten, wobei die Fachkräfte schon über eine medizinische Ausbildung verfügen müssen und Berufserfahrung vorweisen sollten.

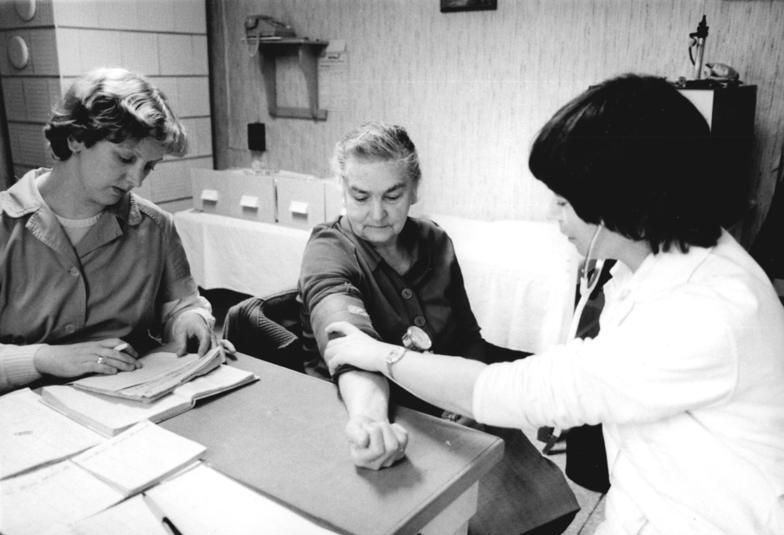
Gemeindeschwesternstation in Gnewitz im Rostocker Landkreis
Ausstattung einer Schwesternstation
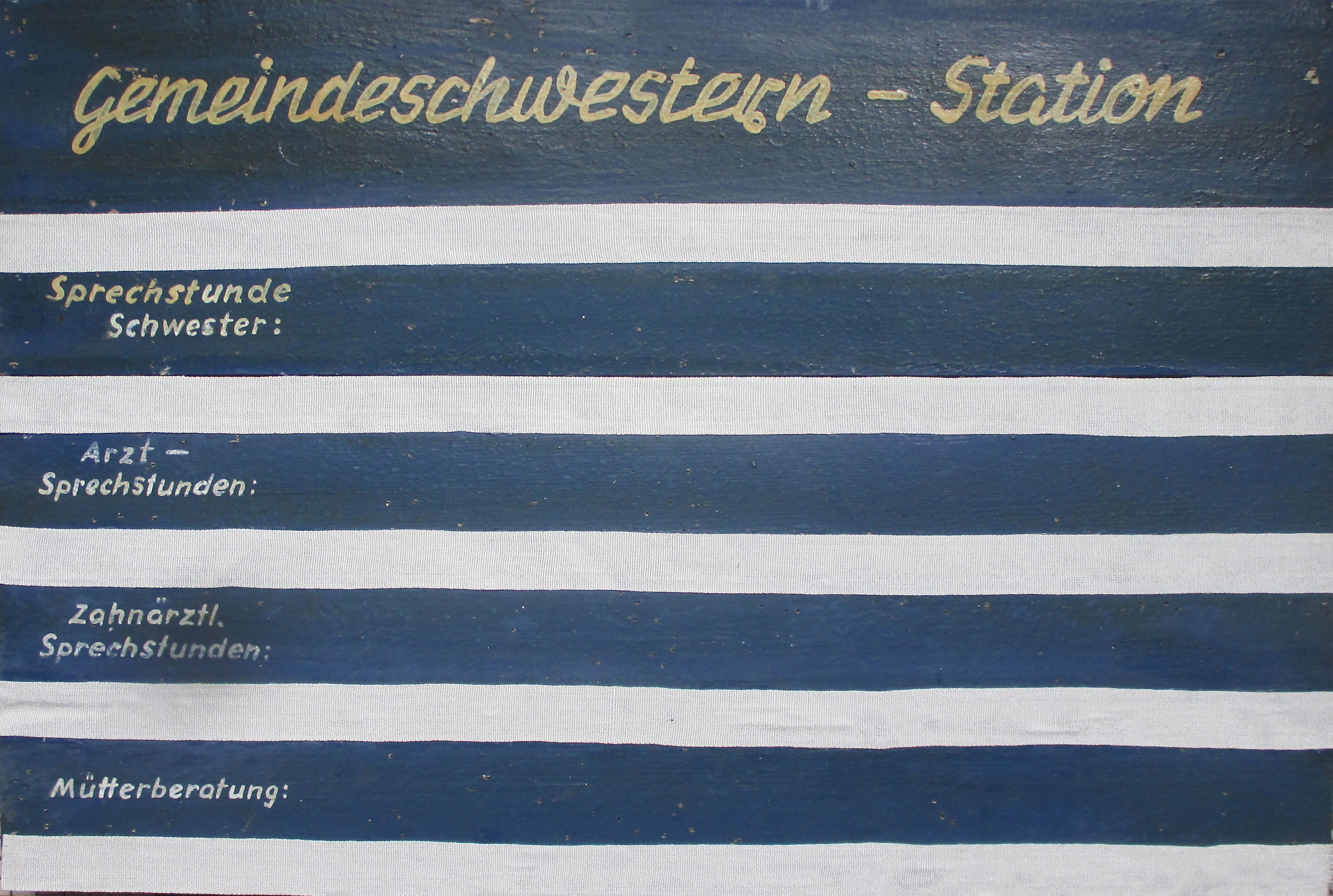
Gemeindeschwester-Stationsschild DDR – 1960er Jahre in Sachsen